# Lophochernes bicarinatus
Lophochernes bicarinatus es una especie de arácnido del orden Pseudoscorpionida de la familia Cheliferidae.

## Distribución geográfica
Se encuentra en Taiwán y Japón.